# Armata del Cumberland
Con Armata del Cumberland ci si riferisce ad una delle principali armate dell'Unione che hanno combattuto nella guerra di secessione americana. Inizialmente era denominata Armata dell'Ohio.

## Storia

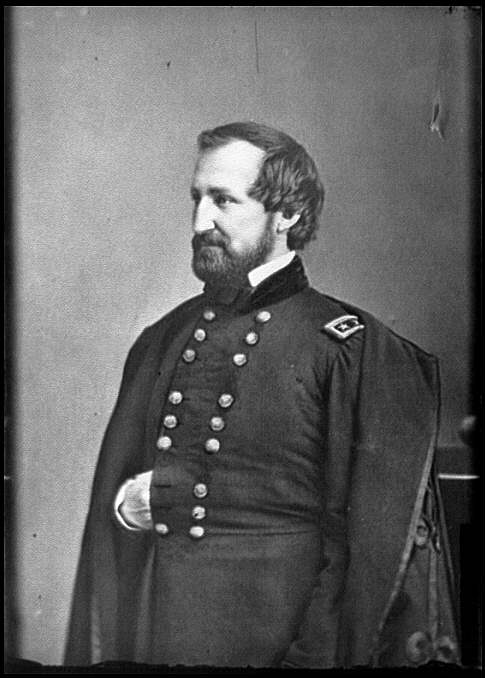
William Starke Rosecrans

L'Armata del Cumberland ha origine nel novembre del 1861, in concomitanza con l'Armata dell'Ohio, e viene posta sotto il comando del generale di brigata Robert Anderson. L'Armata fu impegnata in battaglia sotto il nome di Armata dell'Ohio fino a quando il maggior generale William S. Rosecrans assunse il comando dell'Armata e del Dipartimento del Cumberland e la rinominò Armata del Cumberland. Quando Rosecrans prese il comando, l'Armata e il XIV Corpo d'armata formavano un'unica unità; Rosecrans la divise in tre ali, comandate da Alexander McCook (ala destra), George H. Thomas (centro) e Thomas L. Crittenden (sinistra).
Il primo impegno bellico dell'Armata avvenne il 31 dicembre 1862 nella battaglia di Stones River; dopo questa battaglia l'Armata e il XIV Corpo d'armata furono divisi; il centro dello schieramento divenne il XIV Corpo d'armata, l'ala destra divenne il XX Corpo d'armata e l'ala sinistra divenne il XXI Corpo d'armata, mentre Rosecrans conservava il comando dell'Armata. Partecipò alla Campagna di Tullahoma e alla battaglia di Chickamauga, dopo di che l'Armata fu assediata a Chattanooga. Il maggior generale Ulysses S. Grant fu inviato a Chattanooga per assumere il comando dell'Armata del Cumberland, dell'Armata del Tennessee e dei rinforzi provenienti dall'Armata del Potomac. Rosecrans fu un comandante molto popolare e rispettato, ma a causa della sua umiliante sconfitta a Chickamauga e l'incapacità di togliere l'assedio confederato, il 28 ottobre 1863 Grant decise di sostituirlo con il mag. gen. George H. Thomas.

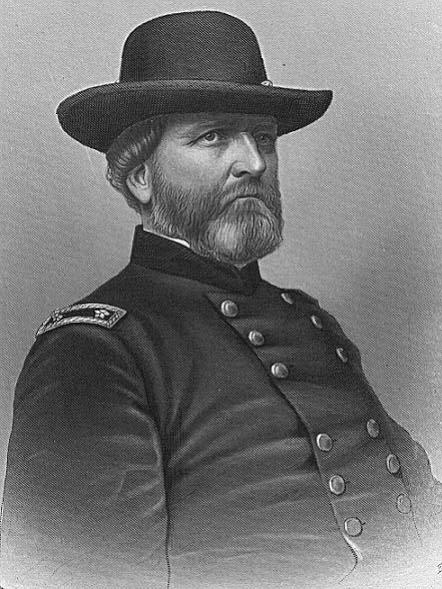
George Henry Thomas

Durante la battaglia di Chattanooga, Grant fu cauto nell'utilizzare l'Armata del Cumberland, temendo che il morale degli uomini fosse molto basso dopo la sconfitta di Chickamauga. Invece utilizzò i veterani provenienti dall'Armata del Potomac, galvanizzati dalla loro recente vittoria nella battaglia di Gettysburg, per conquistare Lookout Mountain, e pianificò l'utilizzo delle truppe dell'Armata del Tennessee, che erano uscite vittoriose nella battaglia di Vicksburg, per attaccare il fianco destro confederato alla Missionary Ridge. All'Armata del Cumberland fu affidata l'operazione secondaria di snidare le postazioni dei fucilieri alla base della Missionary Ridge. Tuttavia, una volta eseguito il loro compito, quattro divisioni, una delle quali comandata da Philip H. Sheridan, assaltarono la cresta del monte, travolgendo la linea centrale di difesa confederata.
Dopo Chattanooga, il maggior generale William T. Sherman assunse il comando di tutte le forze armate nell'Ovest e con l'Armata del Cumberland, del Tennessee e dell'Ohio, marciò verso Atlanta. Nel settembre del 1864 la città di Atlanta fu conquistata dal gruppo di armate di Sherman. Quando l'Armata Confederata del Tennessee, comandata dal generale John B. Hood, fuggì da Atlanta verso nord, Sherman decise di non inseguirlo e invece inviò l'Armata del Cumberland e l'Armata dell'Ohio per tagliargli la strada. Thomas si scontrò con Hood nella battaglia di Nashville e lo distrusse, concludendo così la vita dell'Armata del Cumberland con una decisiva azione militare.

## Comandanti
- Maggior generale William S. Rosecrans (24 ottobre 1862 – 19 ottobre 1863)
- Maggior generale George H. Thomas (19 ottobre 1863 – 1º agosto 1865)

## Maggiori battaglie e campagne
- Battaglia di Stone's River (Rosecrans)
- Campagna di Tullahoma (Rosecrans)
- Battaglia di Chickamauga (Rosecrans)
- Campagna di Chattanooga (Thomas)
- Campagna di Atlanta (Thomas)
- Battaglia di Peachtree Creek (Thomas)
- Battaglia di Nashville (Thomas)